# Aixadell
Aixadell o aixadella és una eina agrícola manual que consisteix en una làmina de metall unida a un mànec de fusta o també metàl·lic. És de dimensions més reduïdes que l'aixada i fa feines diferents que aquesta.

## Tipus
- Làmina de metall única amb punxa o de secció rectangular
- Làmina de metall doble amb punxa i rectangular a cada banda.
- Aixada holandesa: per a treure males herbes, presenta el tall estret per tallar les herbes sense remoure la terra

## Usos
- Treure males herbes tot removent la terra del costat.
- Calçar les plantes unint terra a la base de les plantes.
- Fer solcs de poca secció.
- Feines relacionades amb la plantació o recol·lecció com arrencar plantes amb pa de terra, collir-les o plantar-les.

## Altres noms
També s'empra el nom xadell, amb les seves variants xadellet, xadellot i xadellàs, a zones con la Pobla de Lillet i Eivissa.
Al Pla del Llobregat, i les zones de Tortosa i de la Pobla de Segur s'empra el terme xapolina, etimològicament derivat diminutiu de xapa. S'anomena tràmec a l'aixada amb dues puntes (Cerdanya, Empordà, La Selva, Vallès, Camp de Tarragona).